# I-28 (подводная лодка)
I-28 — японская подводная лодка типа «I-15», состоявшая на вооружении Императорского флота Японии во время Второй мировой войны.

## Общее описание
Подводные лодки типа «I-15» (типа B1) — дальнейшее развитие подводных лодок подтипа KD6 типа «Кайдай». Лодки типа «I-15» оснащались гидросамолётом для ведения разведки в море. Водоизмещение — 2631 т в надводном положении и 3713 т в подводном положении. Главные размерения: длина 108,7 м, ширина 9,3 м и осадка 5,1 м. Рабочая глубина — 100 м.
Главная энергетическая установка состояла из двух дизельных двигателей, каждый из которых при мощности в 6200 л. с. приводил в движение по одному винту. Мощность электромотора, применявшегося для перемещения под водой — 1000 л. с. Максимальная скорость — 23,6 узла на поверхности и 8 узлов под водой. Дальность плавания над водой — 14 тысяч морских миль при скорости 16 узлов, под водой — 96 морских миль при скорости 3 узла.
Подлодка была вооружена шестью носовыми 533-мм торпедными аппаратами и несла на борту до 17 торпед. Артиллерия — 140-мм морское орудие Тип 11-й год и два 25-мм зенитных орудия Тип 96.. В районе капитанского мостика располагался авиаангар, на передней палубе находилась авиационная катапульта.

## Служба
Принята в состав Императорского флота Японии 6 февраля 1942 года в Кобе. Участник сражения в Коралловом море в мае 1942 года. По пути на базу на острове Трук была торпедирована американской подлодкой «Тотог» (06°30′ с. ш. 152°00′ в. д.) 17 мая 1942 года. Все 88 человек, находившиеся на её борту, погибли.